# Politique au Luxembourg
Le Grand-Duché de Luxembourg est un État souverain et indépendant depuis le traité de Londres du 19 avril 1839. Le Luxembourg est une démocratie parlementaire sous la forme d'une monarchie constitutionnelle. La couronne du grand-duché est héréditaire dans la famille de Nassau-Weilbourg. Le Luxembourg possède par ailleurs une particularité : c’est l'unique grand-duché au monde.
En 1919, la révision de la Constitution et l'introduction du suffrage universel marquent un tournant dans la vie politique du Grand-Duché. Avant cette date, le droit de vote était soumis au cens, c’est-à-dire un certain montant d’impôt payé, et restreint à la population masculine âgée d’au moins 25 ans. À partir de la révision de 1919, chaque citoyenne et chaque citoyen ayant atteint l'âge de 21 ans s’est vu reconnaître le droit de vote. En 1972, l'âge électoral a été abaissé à 18 ans.
Le Luxembourg est un État démocratique. En vertu de la Constitution, la Nation est la source de la puissance souveraine et c'est devant les représentants de la Nation souveraine que le Grand-Duc, lors de son accession au trône, prête le serment constitutionnel.
La Nation exerce sa souveraineté indirectement par l'intermédiaire de ses représentants, à savoir ses mandataires élus à la Chambre des députés, le Parlement luxembourgeois.

## Paysage institutionnel
Les institutions du Luxembourg sont organisées selon le principe de la séparation des pouvoirs. Dans le contexte institutionnel luxembourgeois, cette séparation est souple puisqu’il existe de nombreuses relations notamment entre le pouvoir exécutif et le pouvoir législatif.

### Constitution
La première Constitution luxembourgeoise a été rédigée en 1841, deux ans après l'indépendance du Luxembourg en 1839. La Constitution actuelle date du 17 octobre 1868, mais a depuis connu plusieurs révisions.
La Constitution est la norme suprême de l’État. Elle proclame les droits fondamentaux et énonce les grands principes du fonctionnement de l’État.
La loi est une règle de droit qui est adoptée par le pouvoir législatif et qui s'impose à tous les citoyens après promulgation par le Grand-Duc et publication au Journal officiel du Grand-Duché de Luxembourg.
Alors que la Constitution est plus rigide et sa procédure de révision plus laborieuse, les lois font plus souvent l’objet de modifications. Une loi ne peut être modifiée que par une autre loi. Le Conseil d'État peut, de son côté, attirer l'attention du gouvernement sur l'opportunité de nouvelles lois ou de nouveaux règlements ou de modifications à introduire dans les lois et règlements existants.
L'initiative d'une loi peut émaner soit de la Chambre des députés soit du gouvernement. Dans le premier cas, on parle d'une initiative parlementaire et de proposition de lois ; dans le deuxième cas, il s’agit d'une initiative gouvernementale, appelée projet de loi. Les « propositions de loi » proviennent de l’initiative parlementaire alors que les « projets de loi » sont issus de l’initiative gouvernementale.

### Pouvoir exécutif

#### Chef de l'État
Depuis le 7 octobre 2000, le grand-duc Henri de Luxembourg est le chef de l’État et le chef de l'armée. Aux termes de la Constitution, le grand-duc est détenteur du pouvoir exécutif. À ce titre, il assure l'exécution des lois en prenant les règlements nécessaires.
Dans la pratique toutefois, cette tâche est exercée par le gouvernement qui prend les décisions et initiatives nécessaires. Il en est de même pour le commandement de l'armée qui revient au ministre de la Défense, placé sous l'égide du ministre des Affaires étrangères.
En outre, le grand-duc représente le grand-duché sur le plan international.

#### Gouvernement du Luxembourg
Le gouvernement se compose d’un président, portant le titre de Premier ministre, et de plusieurs membres ayant le titre de ministre. Il peut comprendre également un ou plusieurs membres ayant le titre de ministre délégué ou de secrétaire d’État.
Le texte de la Constitution laisse au Grand-Duc la liberté absolue de choisir les ministres qui sont ses hommes de confiance et qui exercent avec lui le pouvoir exécutif.
En pratique, le Grand-Duc est toutefois limité dans son choix par le principe démocratique qui exige que les ministres aient non seulement sa confiance, mais aussi celle de la majorité parlementaire. En effet, et d’après des usages constants, le Grand-Duc ne choisit que le Premier ministre qui, au vu du résultat des élections, est en mesure de composer un gouvernement qui rencontrera l'adhésion de la majorité parlementaire. En règle générale, il choisit des personnalités marquantes faisant partie des groupes politiques représentés à la Chambre. Rien ne l’empêche cependant de faire appel, en cas de besoin, à des techniciens sans tendance politique bien définie.
Les ministres doivent être de nationalité luxembourgeoise. Leurs fonctions sont incompatibles avec celles de magistrat, de membre de la Cour des comptes, de conseiller d’État, de député et de conseiller communal.
La durée des fonctions de ministre n’est pas déterminée. Théoriquement, le Grand-Duc peut révoquer ses ministres à tout moment et selon son bon vouloir, mais en pratique il ne fait pas usage de ce droit.
Il est aussi d’usage que le gouvernement démissionne au lendemain des élections législatives et que le Grand-Duc demande au gouvernement sortant de gérer les affaires courantes jusqu’à l’assermentation du prochain gouvernement, issu des élections.
Si aucun des groupes politiques représentés à la Chambre ne dispose de la majorité absolue, un gouvernement de coalition est formé. Les partis politiques appelés à être représentés au gouvernement se mettent d’accord, au cours de négociations parfois laborieuses, sur un programme commun de gouvernement et sur la répartition des départements ministériels.

### Pouvoir législatif
Le pouvoir législatif est exercé par la Chambre des députés. La Chambre des députés vote les lois selon les formes procédurales prévues par la Constitution et précisées par son règlement interne. Elle partage le droit d’initiative en matière législative avec le Grand-Duc qui l’exerce à travers le gouvernement.

#### Chambre des députés

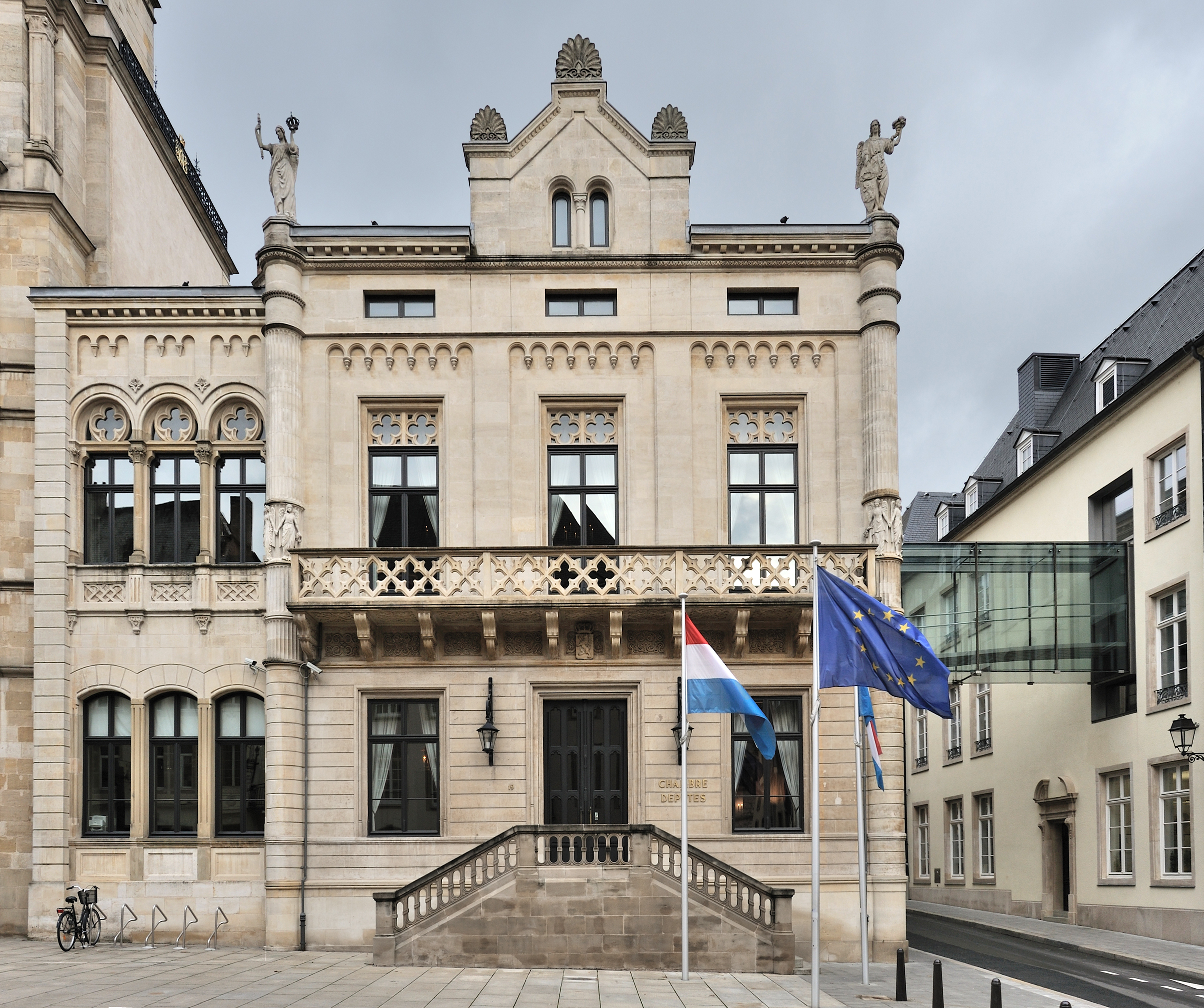
Façade de l’Hôtel de la Chambre des députés.

Le Parlement luxembourgeois, appelé Chambre des députés, représente le pays. La Chambre des députés exerce le pouvoir législatif.
La Chambre des députés est composée de 60 membres élus tous les cinq ans à la proportionnelle sur scrutin de liste par circonscriptions.
Le pays est divisé en quatre circonscriptions électorales : Sud, Est, Centre et Nord.
Les villes d’Esch-sur-Alzette, de Grevenmacher, de Luxembourg et de Diekirch sont les chefs-lieux des circonscriptions électorales.

### Pouvoir judiciaire
La Constitution prévoit que l’exercice du pouvoir judiciaire appartient aux cours et tribunaux. Ils sont indépendants dans l’exercice de leurs fonctions. Il existe au Luxembourg deux ordres de juridiction :
- un ordre judiciaire connaissant des litiges civils, de nature pénale et les contestations relatives aux droits politiques ;
- un ordre administratif tranchant les litiges avec l’administration.

Une Cour constitutionnelle statue sur la conformité des lois à la Constitution.
La loi au Luxembourg est un mélange de pratiques locales, traditions légales et d'apport des systèmes français, belge et allemand. Les plus hautes juridictions sont la Cour supérieure de justice dont les juges sont nommés à vie par le grand-duc et le tribunal administratif (nomination idem).

### Organes consultatifs

#### Conseil d'État
Le Conseil d'État est un conseil consultatif de 21 membres, tous nommés par le grand-duc. Le conseil donne son avis sur les projets de lois ou amendements ou sur toute question posée par le gouvernement. Jusqu'en 1997, il exerçait aussi le rôle de juridiction administrative. À la suite d'un arrêt de la Cour européenne des droits de l'homme, ce rôle lui a été retiré et confié aux juridictions administratives.

#### Cour des comptes
La Cour des comptes a été mise en place en 1999. Elle contrôle la gestion financière des organes, administrations et services de l'État. Instituée par la Constitution en tant qu'instrument de contrôle permanent, elle garde en outre l'œil sur les personnes morales de droit public (communes et établissements publics) pour autant que celles-ci ne soient pas soumises à un autre contrôle financier prévu par la loi. Les personnes morales de droit privé sont également soumises au contrôle de la Cour des comptes dans la mesure où elles bénéficient de deniers publics.
L’« Œil du Parlement », la Cour est indépendante du pouvoir exécutif, mais dépend de la Chambre des députés en ce qui concerne le mode de nomination de ses membres et l'exercice de ses fonctions. Ainsi, pour chaque place vacante, la Chambre présente une liste de trois candidats au Grand-Duc, qui en nomme un. Le collège de la Cour est composé de cinq membres, à savoir d'un président, d'un vice-président et de trois conseillers. Les membres de la Cour sont nommés pour six ans; leurs nominations sont renouvelables.
La Cour des comptes peut être consultée par la Chambre sur les propositions ou projets de loi ayant une incidence financière significative sur le Trésor public. Elle rend alors un avis sur les dispositions de la loi budgétaire et sur les propositions ou projets de loi concernant la comptabilité de l'État et celle des personnes morales de droit public. La Cour des comptes contrôle aussi les comptes et bilans des partis politiques, qui lui sont transmis par le président de la Chambre des députés.
En tant que contrôleur externe, la Cour des comptes examine en plus la légalité et la régularité des recettes et des dépenses, ainsi que la bonne gestion financière des deniers publics. Le contrôle de la Cour des comptes porte donc sur l'économie, l'efficacité et l'efficience des dépenses publiques. Ce contrôle est immédiat et permanent en ce sens que la Cour signale à la Chambre tout manquement aux lois sans même attendre la présentation des comptes.
La Cour décide de sa propre initiative de la date et de la méthode de ses contrôles qui s'effectuent soit sur place, soit à distance. Tout document ou toute information que la Cour des comptes estime nécessaires à l'accomplissement de sa mission lui sont communiqués à sa demande. Lors des contrôles, elle prend toutes les dispositions pour garantir le secret de ses investigations.
La Cour des comptes publie tous les ans un rapport général sur les comptes de l'État qui est soumis à la Chambre des députés. Par ailleurs, la Cour peut présenter soit à la demande de la Chambre des députés, soit de sa propre initiative, des rapports spéciaux sur des domaines spécifiques de gestion financière.
Dans l'exercice de leurs fonctions, les membres de la Cour des comptes sont assistés par 35 agents. La Cour des comptes peut également faire appel à des experts externes qui agissent sous le contrôle et la responsabilité de la Cour.

#### Chambres professionnelles
Les chambres professionnelles ont pour mission essentielle de sauvegarder et de défendre les intérêts des groupes professionnels qu’elles représentent. Elles ont le droit de faire des propositions au gouvernement pour les objets qui entrent dans leur compétence. Après les avoir examinées, le gouvernement peut les transmettre à la Chambre des députés. L’avis de la chambre professionnelle concernée doit être demandé pour tout projet de loi et pour tous les règlements grand-ducaux et ministériels concernant son domaine de compétences.
La composition des chambres professionnelles est déterminée par des élections à l’intérieur de chaque groupe socioprofessionnel représenté. Toute personne qui exerce une profession tombant sous les compétences d’une des chambres professionnelles est obligatoirement affiliée à cette chambre, et chaque membre, qu’il soit luxembourgeois ou étranger, peut exercer un droit de vote actif et passif. 
Il existe au Grand-Duché cinq chambres professionnelles, dont trois chambres patronales et deux chambres salariales :
- la chambre de commerce ;
- la chambre des métiers ;
- la chambre d'agriculture ;
- la chambre des fonctionnaires et employés publics ;
- la chambre des salariés.

#### Conseil économique et social
Le Conseil économique et social est un organe consultatif chargé d’étudier, soit de sa propre initiative, soit à la demande du gouvernement, les problèmes économiques, financiers et sociaux intéressant plusieurs secteurs économiques ou l’ensemble de l’économie nationale. Il peut faire au gouvernement des propositions motivées en conclusion de ses études. 
Chaque année, le Conseil présente un avis sur la situation économique, financière et sociale du pays qui est communiqué par le gouvernement au Parlement.
Sauf en cas d’urgence, le gouvernement demande l’avis du Conseil sur les mesures de portée générale qu’il est envisagé de prendre par la voie législative ou réglementaire dans les domaines intéressant plusieurs secteurs économiques ou groupes professionnels ou bien l’ensemble de l’économie nationale.
Le Conseil économique et social se compose de représentants de l’industrie lourde, des petites et moyennes entreprises, des secteurs commercial et artisanal, agricole et viticole, des représentants du salariat issus du monde syndical et de représentants du gouvernement.

## Système électoral

### Élections législatives
Les électeurs luxembourgeois élisent tous les cinq ans les 60 membres qui composent la Chambre des députés. Les élections législatives se font au suffrage universel direct et au scrutin  proportionnel.

### Élections communales
Les conseillers communaux sont élus directement, tous les six ans, par les habitants de la commune, les électeurs de nationalité luxembourgeoise et les électeurs de nationalité non luxembourgeoise qui ont demandé à être inscrits sur les listes électorales et qui répondent aux conditions déterminées par la loi.
Chaque commune luxembourgeoise est gérée par un conseil communal présidé par un bourgmestre. Le conseil communal correspond au pouvoir législatif au niveau communal.
Un collège des bourgmestre et échevins, formation issue du conseil communal, correspond à l’exécutif au niveau communal. Le nombre des conseillers et échevins communaux varie en fonction de la population de la commune.

### Élections européennes
Les électeurs luxembourgeois élisent tous les cinq ans, au suffrage universel direct, 6 députés européens sur un total de 751. Pour les élections européennes, le Luxembourg forme une circonscription électorale unique.
Les ressortissants de l'Union européenne résidant au Grand-Duché peuvent voter pour les représentants luxembourgeois s'ils sont inscrits sur les listes électorales de leur commune de résidence et satisfont aux conditions prévues par la loi.

## Partis politiques
La politique luxembourgeoise se caractérise par un consensus remarquable ; elle s'organise en coalition, ce qui est la conséquence du scrutin à la proportionnelle. Les principales questions politiques tournent autour de l'intégration européenne.
Depuis la fin de la Seconde Guerre mondiale, le Parti populaire chrétien-social (CSV) est habituellement le parti dominant des coalitions gouvernementales. Ce parti, d'orientation catholique romaine, ressemble aux partis démocrates-chrétiens des autres pays d'Europe occidentale.
Le parti ouvrier socialiste luxembourgeois (LSAP) est le second parti dans la plupart des gouvernements depuis 1974 aussi bien  dans une coalition avec le CSV de 1984 à 1999 qu'avec le Parti démocratique (DP) de 1974 à 1979.
Le Parti démocratique (DP) est un parti centriste. Comme les autres partis libéraux européens, il est l'avocat d'une législation sociale et d'un minimum d'implication gouvernementale dans l'économie. Il est aussi fortement pro OTAN. Le DP a été second parti dans une coalition gouvernementale avec le CSV de 1999 à 2004 et de 1979 à 1984 et premier parti dans une coalition avec le LSAP de 1974 à 1979.
Le Parti communiste luxembourgeois (KPL) qui rassemblait 10 % à 18 % des suffrages lors des élections nationales de la fin de la Seconde Guerre mondiale jusqu'aux années 1960, ne gagna que 2 sièges aux élections de 1984, un en 1989 et aucun en 1994. Son petit soutien restant se trouve dans la « steel belt » du sud industrialisé du grand-duché.
Le Parti des Verts a rencontré un soutien grandissant depuis sa création officielle en 1983. Il s'oppose à l'énergie nucléaire et promeut des mesures de protection de l'environnement. Ce parti, contre l'armement nucléaire, s'oppose à la politique militaire du Luxembourg dont son appartenance à l'OTAN.
Le Parti réformiste d'alternative démocratique (ADR) qui s'est crée en 1987 après une scission d'une part des membres du CSV. Il se voit idéologiquement comme social-conservateur et national-conservateur. 

## Union européenne et organisations internationales
La Seconde Guerre mondiale amène une réorientation de la politique étrangère luxembourgeoise. En participant à l'effort de guerre du côté des Alliés, le Luxembourg abandonne son statut de neutralité et s'assure une place dans la communauté internationale qui se forme après 1945.
La taille réduite du Grand-Duché ne l'a jamais empêché de jouer un rôle actif dans la construction européenne. État multiculturel et plurilingue de par son histoire, sa position géographique et la composition de sa population, le Luxembourg a continuellement basé sa politique étrangère sur une participation active à la coopération multilatérale, tant au niveau régional qu'international. Ainsi, au fil des années, le pays est devenu membre — souvent fondateur — d'un nombre élevé d'organisations et d'institutions internationales.

### Union européenne
Le Luxembourg a longtemps été le membre le plus actif de l'Union européenne (UE). C'est sous sa présidence à l'UE qu'est rédigé le traité de Maastricht ; le Luxembourg est non seulement le premier à remplir les critères économiques, financiers et légaux que le traité de Maastricht fixe pour les pays membres de l'Union, mais il les remplit un an avant la date. Cet engagement pour l'Union est révélateur des avantages énormes que le Luxembourg tire de son appartenance à l'UE, mais il est également révélateur de la volonté du gouvernement de maintenir la paix sur le continent européen. Le Luxembourg abrite la Cour européenne de justice et ses habitants tirent bénéfice des salaires élevés et non-imposables que ces organisations offrent. En 1995, le Premier ministre Jacques Santer abandonne ses fonctions pour devenir président de la Commission européenne. Mais, sous la menace du vote d'une motion de censure par le Parlement européen, il préfère démissionner en 1999, à la suite d'accusations de corruption concernant certains membres de sa commission.

## Divisions administratives
Depuis la suppression des districts en octobre 2015, le plus haut découpage du pays est constitué des douze cantons, au rôle réduit au seul découpage des circonscriptions électorales et des arrondissements judiciaires : Capellen, Clervaux, Diekirch, Echternach, Esch-sur-Alzette, Grevenmacher, Luxembourg, Mersch, Redange, Remich, Vianden et Wiltz. 
Le pays est divisé en 102 communes, dont 12 ont le statut de ville.